# خورخي كامبوس (لاعب كرة قدم)
خورخي كامبوس (بالإسبانية: Jorge Campos Valadez)‏ هو لاعب كرة قدم مكسيكي في مركز الدفاع، ولد في 24 أبريل 1979 في توريون في المكسيك. لعب مع سانتوس لاغونا.